# Reincarnation
Reincarnation es un álbum discográfico lanzado por la Orquesta Narváez en 1975, producido por Tico / Fania. 
Reincarnation es el primer trabajo lanzado por la Orquesta Narváez. 

## Lista de canciones
El Long Play estuvo separados en Lado A (con los primeros cuatro temas) y Lado B (con los cuatro temas restantes).

| N.º | Título                             | Compositor(es)                   | Duración |  |
| 1.  | «Obra Del Tiempo»                  | D. Narvaez, O. Rivera            |          |  |
| 2.  | «Negrita»                          | J. Ortiz, D. Narváez             |          |  |
| 3.  | «Reincarnation»                    | J. Carro, A. Vázquez, D. Narváez |          |  |
| 4.  | «Sabiduría»                        | Dewell Narvaez                   |          |  |
| 5.  | «La Mafia»                         | Dewell Narvaez                   |          |  |
| 6.  | «El Malo»                          | Dewell Narvaez                   |          |  |
| 7.  | «El Amor De Puerto Rico»           | Dewell Narvaez                   |          |  |
| 8.  | «El Clocko (The Syncopated Clock)» | Leroy Anderson                   |          |  |

## Personal

### Músicos
- Trombones - Dewell Narvaez (1er Trombón y Líder de la banda) y Ralphie Rodríguez
- Cantante - Armando Vázquez
- Coros - Dewell Narvaez y Johnny "Caliente" Carro
- Timbales - "Little" José Morales
- Conga - Danny Quijano
- Bongos - Manny Grau
- Piano - Johnny "Caliente" Carro
- Bajo - Joe Naveira
- Cuatro y Percusión - Dewell Narvaez

### Créditos
- Productor - Joe Cain
- Coordinadora - Evelyn García
- Ingeniero de sonido – Jon Fausty y Sandy Sina
- Arreglos musicales - Dewell Narvaez
- Diseño Del Álbum – Charlie Rosario, Dominique y Carmen Martínez